# Hydaticus bowringii
Hydaticus bowringii är en skalbaggsart som beskrevs av Clark 1864. Hydaticus bowringii ingår i släktet Hydaticus och familjen dykare. Inga underarter finns listade i Catalogue of Life.

## Bildgalleri

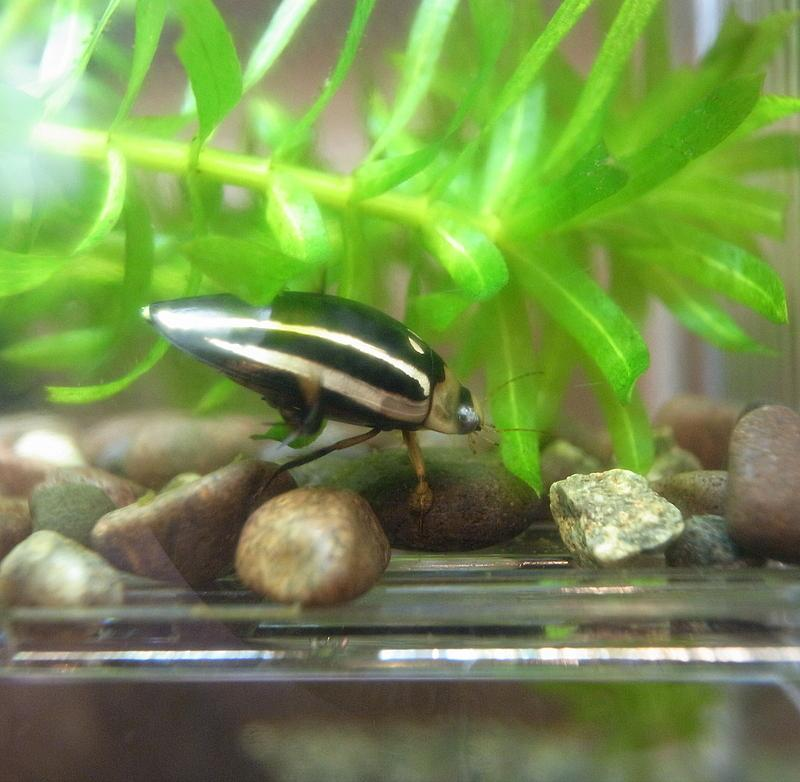